# Frank Carson
Frank Reginald Carson (né le 12 janvier 1902 à Bracebridge, dans la province de l'Ontario au Canada - mort le 21 avril 1957 à Crumlin, également en Ontario) était un joueur professionnel de hockey sur glace évoluant au poste d'ailier,.

## Carrière de joueur
En 1925, il a commencé sa carrière professionnelle avec les Maroons de Montréal dans la Ligue nationale de hockey. Il a remporté la Coupe Stanley en 1925-1926. Il ensuite porté les couleurs des Americans de New York, des Falcons de Détroit. Il met un terme à sa carrière en 1934 après une saison avec les Red Wings de Détroit.

## Trophées et honneurs personnels
Ligue internationale de hockey
- 1937 : élu dans la première équipe d'étoiles.

## Parenté dans le sport
Il avait deux frères qui pratiquait ce sport Bill Carson et Gerry Carson. 

## Statistiques
| Saison     | Équipe                 | Ligue      |     | Saison régulière | Saison régulière | Saison régulière | Saison régulière | Saison régulière |    | Séries éliminatoires | Séries éliminatoires | Séries éliminatoires | Séries éliminatoires | Séries éliminatoires |
| Saison     | Équipe                 | Ligue      | PJ  | B                | A                | Pts              | Pun              | PJ               | B  | A                    | Pts                  | Pun                  |                      |                      |
| 1925-1926  | Maroons de Montréal    | LNH        | 16  | 2                | 1                | 3                | 6                |                  |    |                      |                      |                      |                      |                      |
| 1926-1927  | Maroons de Montréal    | LNH        | 44  | 2                | 3                | 5                | 12               | 2                | 0  | 0                    | 0                    | 2                    |                      |                      |
| 1927-1928  | Nationals de Stratford | CPHL       | 14  | 6                | 1                | 7                | 12               |                  |    |                      |                      |                      |                      |                      |
| 1927-1928  | Maroons de Montréal    | LNH        | 19  | 0                | 1                | 1                | 10               | 9                | 0  | 0                    | 0                    | 0                    |                      |                      |
| 1928-1929  | Bulldogs de Windsor    | CPHL       | 41  | 17               | 12               | 29               | 60               |                  |    |                      |                      |                      |                      |                      |
| 1929-1930  | Bulldogs de Windsor    | LIH        | 0   | 31               | 13               | 44               | 63               |                  |    |                      |                      |                      |                      |                      |
| 1930-1931  | Americans de New York  | LNH        | 44  | 6                | 7                | 13               | 36               | --               | -- | --                   | --                   | --                   |                      |                      |
| 1931-1932  | Eagles de New Haven    | Can-Am     | 15  | 6                | 3                | 9                | 28               |                  |    |                      |                      |                      |                      |                      |
| 1931-1932  | Falcons de Détroit     | LNH        | 31  | 10               | 14               | 24               | 31               | 2                | 0  | 0                    | 0                    | 2                    |                      |                      |
| 1932-1933  | Red Wings de Détroit   | LNH        | 45  | 12               | 13               | 25               | 35               | 4                | 0  | 1                    | 1                    | 0                    |                      |                      |
| 1933-1934  | Red Wings de Détroit   | LNH        | 47  | 10               | 9                | 19               | 36               | 7                | 0  | 1                    | 1                    | 5                    |                      |                      |
| Totaux LNH | Totaux LNH             | Totaux LNH | 246 | 42               | 48               | 90               | 166              | 24               | 0  | 2                    | 2                    | 9                    |                      |                      |